# Anastase Murekezi
Anastase Murekezi (ur. 15 czerwca 1952 w dystrykcie Nayaruguru) – rwandyjski polityk z plemienia Hutu. premier Rwandy od 24 lipca 2014 do 30 sierpnia 2017.